# Fial

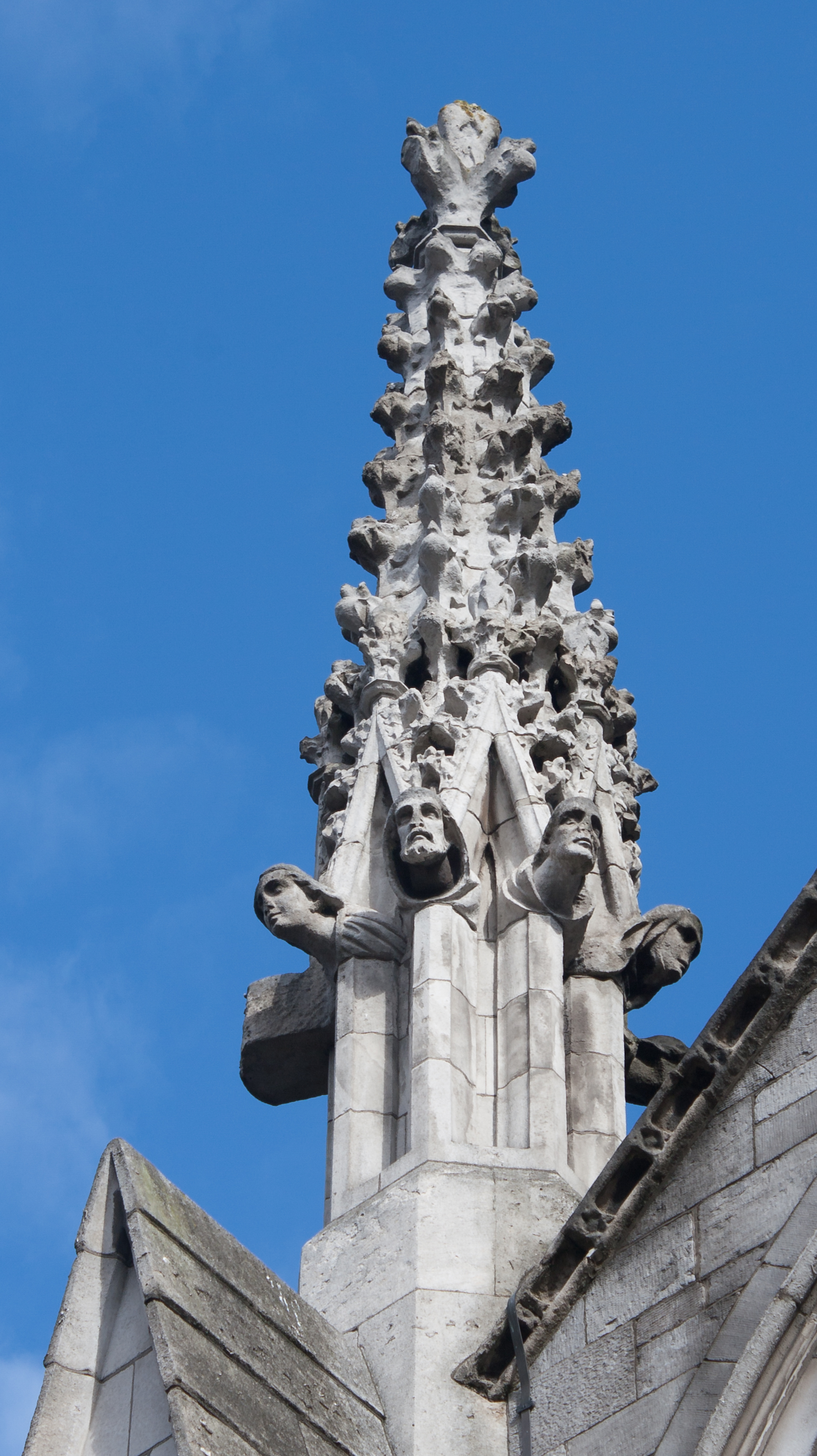
Exempel på fial. St. Saviour's Church i Dublin.

Fial (tyska Fiale, i sin tur av italienska foglia 'nålformig spets') avser en liten krönande avslutning på en spira, strävpelare, husgavel etc., vanligen i form av ett dekorativt spetsigt miniatyrtorn.
Fialer förekommer i gotisk, nygotisk och viss italiensk arkitektur.